# Разыгрывающий (гандбол)

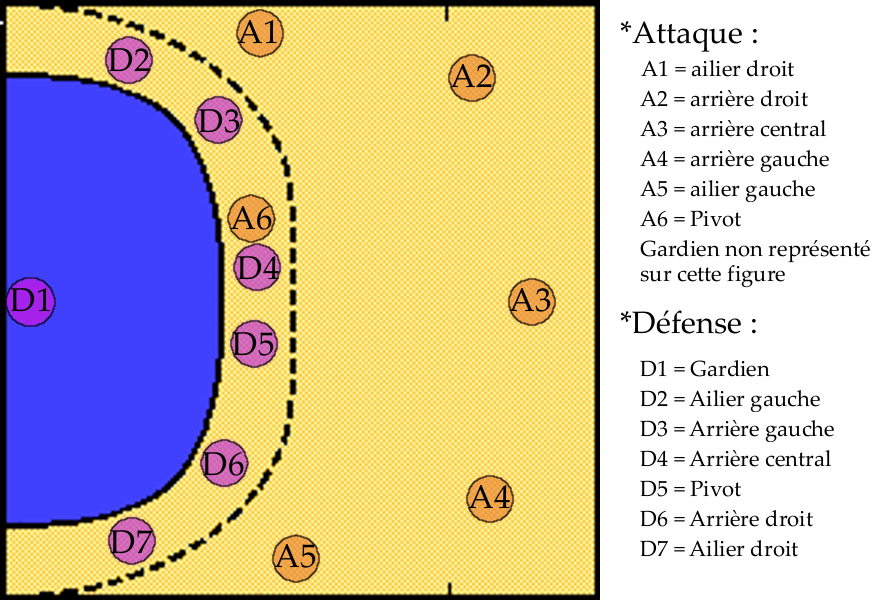
Разыгрывающий обороняющейся команды отмечен координатой D4, атакующей — A3

Разыгрывающий обороняющейся команды отмечен синим цветом с буквами HM, атакующей — красным цветом с буквами RM

Разыгрывающий в гандболе — игрок, который играет в центральной части площадки (приблизительно в центре девятиметровой зоны); помимо задач обороны, разыгрывающий отвечает и за начало всех атак команды. 

## Действия разыгрывающего
Разыгрывающий в гандболе часто примеряет на себя роль плеймейкера, поскольку его основная обязанность — начинать атаку команды. Многие разыгрывающие становились и становятся лучшими бомбардирами в своих командах. Обычно разыгрывающий занимает позицию примерно в 15 метров от ворот, когда получает мяч. При получении мяча он может выполнить одно из следующих действий:
- передать мяч на противоположную сторону полусреднему или крайнему;
- приблизиться и самостоятельно бросить по воротам, предоставив обязанности по защите крайним;
- передать мяч линейному и немедленно отойти назад для подстраховки на случай потери мяча.

У разыгрывающих хорошо развиты кисти рук и пальцы, что позволяет им делать при бросках обманные движения: «двойку», «тройку», скрестное движение и так далее. Разыгрывающие не всегда отличаются большим ростом: так, рост Таланта Дуйшебаева — 180 см, а Любомира Враньеша — 168 см. Тем не менее, чаще всего на позиции разыгрывающих берут именно рослых игроков.

## Некоторые известные разыгрывающие
- Ивано Балич
- Маркус Баур
- Никола Билык
- Магнус Висландер
- Любомир Враньеш
- Анита Гёрбиц
- Дарья Дмитриева
- Домагой Дувняк
- /  /  Талант Дуйшебаев
- Штефан Лёвгрен
- Томас Могенсен
- Даниэль Нарсисс
- Арон Палмарссон
- Икер Ромеро
- Виктор Силадьи
- Гжегож Ткачик
- Михаэль Хаас
- Анди Шмид
- Мартин Штробель
- Владимир Черкашин

## В других языках
Во французском и немецком языке разыгрывающий и полусредние считаются как игроки линии обороны и обозначаются в общем терминами «arrière» (фр. задний), «Rückraumspieler» (нем. игрок задней линии) или «Aufbau» (применимо в Австрии). Непосредственно в немецком разыгрывающий обозначается как «Rückraum Mitte» (центральный игрок задней линии) или же «Hinten Mitte». В английском языке разыгрывающий, как и полусредние, относится к группе обороны и обозначается как «centre back» (англ. центральный защитник).